# Мгарський Спасо-Преображенський монастир (срібна монета)
«Мга́рський Спа́со-Преображе́нський монасти́р» — пам'ятна срібна монета номіналом 10 гривень, випущена Національним банком України, присвячена монастирю, заснованому в 1619 році на мальовничому узвишші правого берега річки Сула поблизу села Мгар, неподалік від міста Лубни. Мгарський Спасо-Преображенський монастир завжди відігравав важливу роль у духовному житті України. Тут було засноване православне церковне братство, а завдяки твердій позиції в боротьбі проти розширення унії на українських землях монастир швидко набув популярності і підтримки серед козацтва. Прикрасою монастирського комплексу є Спасо-Преображенський собор — один із визначних зразків архітектури доби українського бароко, споруджений наприкінці XVII ст. коштом гетьманів Івана Самойловича та Івана Мазепи.
Монету введено в обіг 21 травня 2019 року. Вона належить до серії «Пам'ятки архітектури України».

## Опис монети та характеристики
| Номінал грн. | Метал  | Маса, г      | Діаметр, мм | Якість виготовлення | Гурт                           | Тираж, штук |
| ------------ | ------ | ------------ | ----------- | ------------------- | ------------------------------ | ----------- |
| 10           | срібло | 31,1 / 33,62 | 38,6        | пруф                | гладкий із заглибленим написом | 2 500       |

### Аверс
На аверсі монети розміщено: угорі — малий Державний Герб України, ліворуч від якого напис «НАЦІОНАЛЬНИЙ», праворуч — «БАНК УКРАЇНИ»; на дзеркальному тлі — стилізовану композицію: фігури козака (ліворуч) та монаха (праворуч), фрагменти барокового ліплення (угорі та внизу); у центрі зазначено номінал — «10/ ГРИВЕНЬ» та рік карбування монети «2019».

### Реверс
На реверсі монети розміщено панорамну композицію ансамблю споруд монастиря; написи: «МГАРСЬКИЙ СПАСО-ПРЕОБРАЖЕНСЬКИЙ МОНАСТИР» (угорі по колу) та «400/РОКІВ» (унизу); угорі ліворуч та внизу праворуч — декоративні барокові елементи з рослинним орнаментом.

## Автори

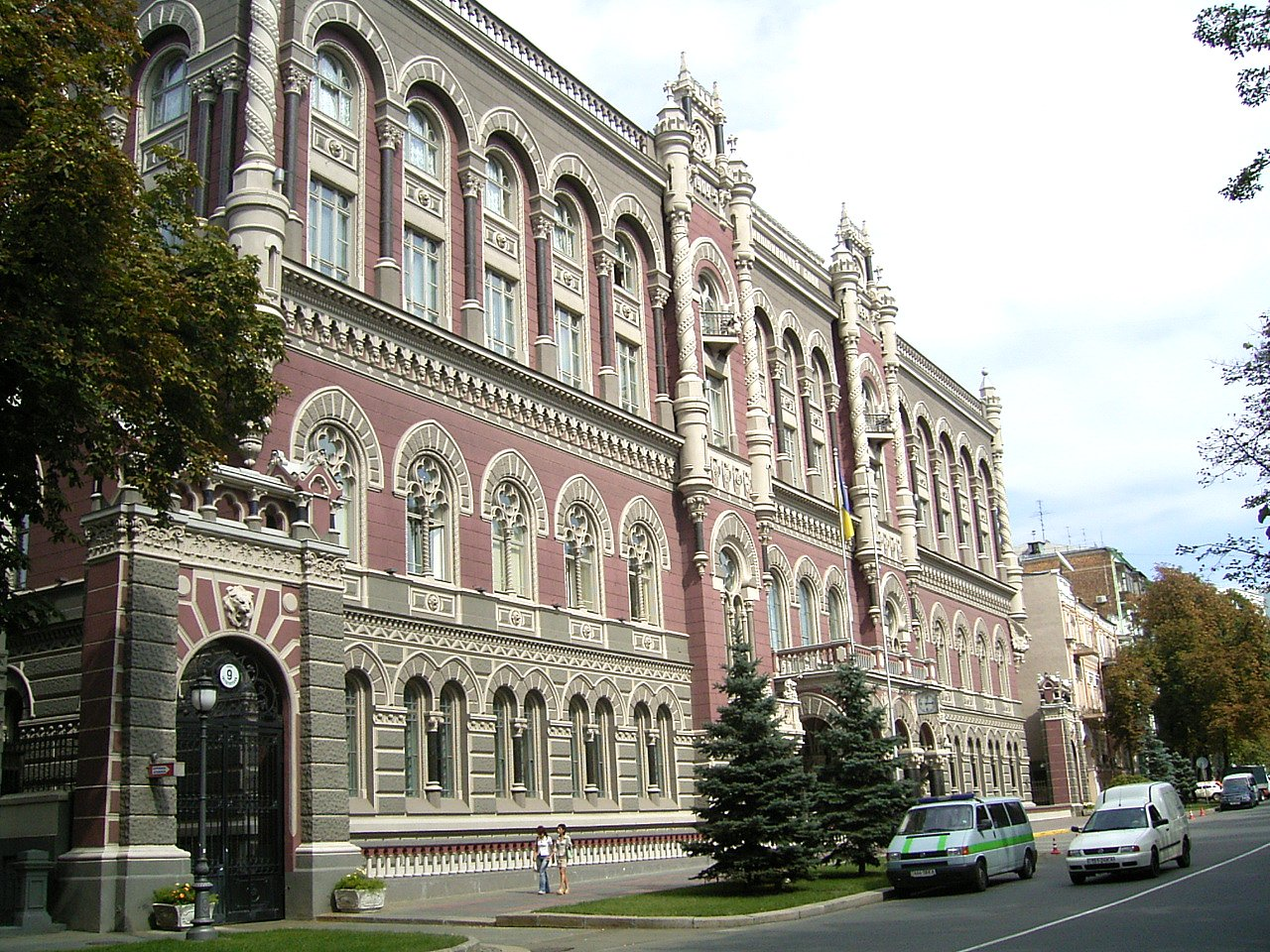
Будівля Національного банку України

- Художники: Кузьмін Олександр, Скоблікова Марія.
- Скульптори: Атаманчук Володимир, Іваненко Святослав.

## Вартість монети
Під час введення монети в обіг 2019 року, Національний банк України реалізовував монету за ціною 917 гривень.
Фактична приблизна вартість монети з роками змінювалася так:
| Рік        | 2020  | 2021  | 2022  | 2023  | 2024  | 2025  |
| ---------- | ----- | ----- | ----- | ----- | ----- | ----- |
| Ціна, грн. | 1 200 | 1 630 | 1 720 | 2 150 | 4 400 | 4 400 |